# Solanum pedersenii
Solanum pedersenii là loài thực vật có hoa trong họ Cà. Loài này được Cabrera miêu tả khoa học đầu tiên năm 1971.